# Acacia blakei
Acacia blakei é uma espécie de leguminosa do gênero Acacia, pertencente à família Fabaceae.